# Opel Omega

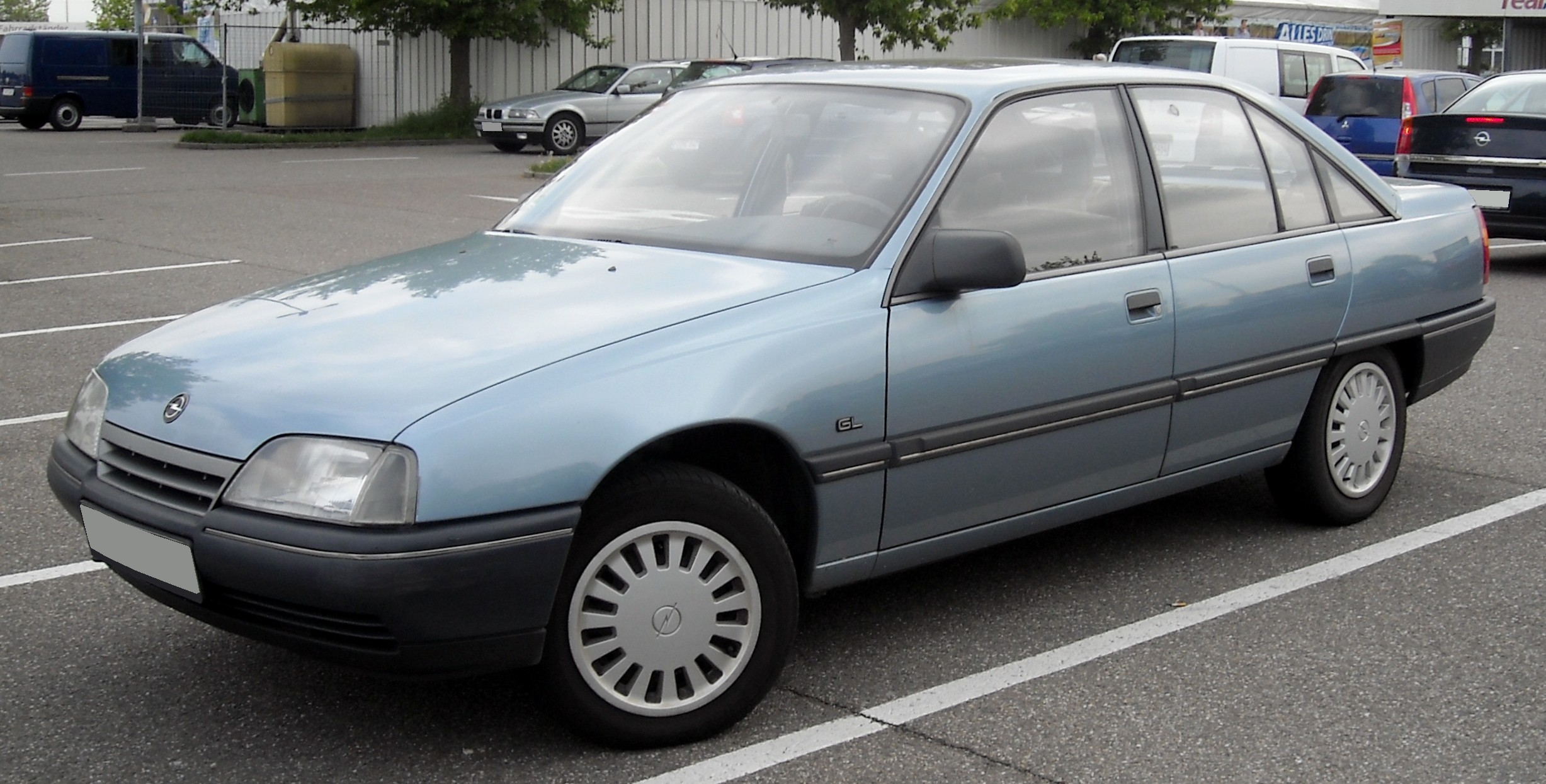
Opel Omega A

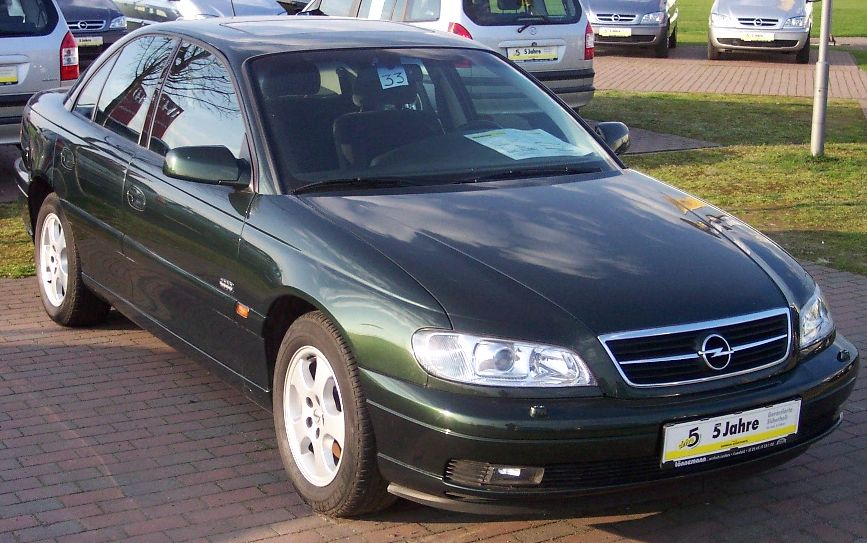
Opel Omega B2, sista versionen efter ansiktslyft 1999

Opel Omega var en stor bilmodell från Opel. Modellen ersatte Opel Rekord, började säljas 1986 och slutade tillverkas 2003. 

## Generationer
Bilen fanns i två generationer. Den andra generationen kom 1994 och slutade tillverkas 2003. Till utseendet var Omega en utveckling av den sista Opel Rekord, men med betydligt rundare former vilket resulterade i god aerodynamik, med ett Cw-tal på 0.27,8 tog Omega titeln som världsrekordhållare i lågt luftmotstånd för produktionsbilar. Aerodynamiken var så utformad att backspeglarna skyddade sidorutorna från smuts och regnvatten och karossens förblev ren i smutsigt väglag ovanför en linje motsvarande halva avståndet mellan sidoskyddslisten och dörrhandtagen, så att man slapp ta i smutsiga handtag. Unikt var också att det låga luftmotståndet uppnåddes med ett brett tak och traditionella gammaldags dropplister, vilket ingen annan som satsat på att ta fram bilar med lågt luftmotstånd lyckats med, Omega behöll dropplisterna fram till år 2003. Bilen utsågs till Årets bil 1987.
Det fanns en rad olika motorer till bilen, allt från en 1,7-liters diesel till en 3,6-liter rak sexa med dubbelturbo. Intressant nog satt det en 2,5 liters diesel rak sexa (BMW M51) dock så kallades den för X25DT hos Opel. Den kom i turboladdat utförande med intercooler och producerade 130 hästkrafter och 250NM i vridmoment. Omega A hette Vauxhall Carlton i Storbritannien, precis som den sista generationen av Rekord. medan efterträdaren Omega B behöll Omeganamnet i Storbritannien.

## Historik

### Generation 1
Tillverkningen av Omega började hösten 1986, och första årsmodellen blev därför 1987. I Sverige sammanföll det med nya avgasregler och det blev därför andra motorer på den svenska marknaden jämfört med Rekord. Grundkonstruktionen var helt ny och hade ingenting gemensamt med Rekord förutom längsmonterad motor och bakhjulsdrift. Omega hade helt ny chassiteknik med negativ styrradie fram, vilket vid denna tidpunkt vanligtvis endast framhjulsdrivna bilar brukade ha och gav effekten att framhjulen var självstabiliserande i den händelse av att ena hjulparet på ena sidan skulle rulla på en vägyta med annan friktion, vilket med en konventionell framhjulsteknik skulle kunna få bilen att dra iväg åt sidan, vilket Omega ytterst ogärna gör, och 0.5 graders bakhjulsstyrning utöver delad bakaxel med Opels egna speciella ”Mini-Block” fjädrar som introducerades 1978 på Senator och Monza och som innebar att fjädrarna kunde reduceras i höjd i jämförelse med konventionella fjädrar och därmed möjliggör att bakaxeln kunde integreras bättre i karossen och inte ta upp så mycket utrymme, Opel gav detta chassi namnet DSA. 
1990 kom en facelift på Omega A den s.k. A2, med ny förfinad, lyxigare och mer påkostad yttre design med påkostade kromlister och detaljer, i inredningen noteras speciellt små kromlister vid sidorutorna av samma typ som man hittade i BMW, utöver nya material, klädslar, ratt och ett inbyggt tjuvlarm med ultraljudssensorer. Den yttre designen inkluderade bland annat nya mörktonade bakljus med dubbelt ”glas” en mörktonad yttre yta gav som resultat bieffekten att bakljusen är hållbarare, små skador och sprickor i det yttre glaset påverkar inte det inre. I fronten återfinns nu dimljus med projektorlinser. Med uppdateringen kom också två nya relativt avancerade sexcylindriga motor 2.6 och 3.0 24V, baserade på den gamla raka sexan, med ett speciellt insugssystem kallat Dual-Ram som innebar att motorn fungerade som två trecylindriga motorer på låga varv, under 4000 varv, och som en sexcylindrig på höga varv, vilket eliminerade problemet med svagt vridmoment på låga varv för den sexcylindriga motorn. 3.0 med 4 ventiler per cylinder hade ett speciellt arrangemang av de dubbla kamaxlarna som gjorde att motorn förblev lika smal, med samma dimensioner som versionen med en enkel kamaxel. De nya motorerna var utförda i högkvalitativa material, hela bränslesystemet för insprutningssystemet på och runt motorn var tillverkat i rostfritt stål för högre säkerhet och avgasrören var avskärmade med en värmesköld för att minska risken för att värmen från avgasrören skulle påverka plast och gummidetaljer negativt och minska livslängden för sådana material. De sexcylindriga modellerna hade också en ny förstärkt infästning av växellådan för att förbättra krocksäkerheten. Nytt var också att kopplingen nu var hydraulisk och självjusterande. 
1991 kom det en prestandabil av Omega A. Den så kallade Lotus Omega (Carlton i Storbritannien) som utvecklats i samarbete med Lotus Cars. Den hade en stor rak sexa från Opel på 3,6 liter och dubbelturbo på 377 hästkrafter samt 568 newtonmeter i vridmoment. Originalmotorn kom från Omega 3000. Denna bil accelererade från 0 till 100 km/h på 5,2 s, 0-200 på mindre än 17 s och imponerade speciellt på sin samtid med att göra 0-100 km/h och tillbaka till stillastående på 8.0 sekunder blankt, den var försedd med 4-kolvsbromsar fram och tvåkolvsbromsar bak hämtade från GM:s NASCAR standardvagnsbilar, enligt uppgift dimensionerade för 400 km/h och hade en toppfart på officiellt 280 km/h - dock... denna siffra avsåg att man låg kvar på 5:e växeln, om man i 280 växlade till den 6:e växeln fortsatte den till 305 km/h..., vilket gjorde den till en av de snabbaste bilarna för sin tid, överhuvudtaget, den verkliga toppfarten var en hemlighet som bara de insatta kände till och det berodde på att Lotus Omega komma att anses som så snabb att dess prestanda blev en politisk belastning och därför tonades den ner i informationen. Lotus Omega var välutrustad med exempelvis Connollyskinn. Lotus Omega/Carlton tillverkades i 950 exemplar, plus en ytterligare tillverkad av en sex månader gammal Omega/Carlton, denna bil användes som Lotus pressbil. den fick nummer 0000G, G för Storbritannien. Bilen var en av dåtidens snabbaste serietillverkade sedanmodeller.
Det kom även en variant som hette Omega EVO 500. Den tillverkades för den tyska banracingserien DTM. Denna bil var Irmscher ansvarig för, tillverkningsmässigt. Den hade olika prestanda beroende på årsmodell. Endast omkring 320 exemplar tillverkades, och detta var ett krav för att den skulle få tävlas med.

### Generation 2
1994 kom Omega B som hade ett helt nytt utseende och nya motorer. Omega B var precis som sin föregångare bakhjulsdriven. 1999 kom den sista faceliften på Omegan. Den största utseendemässiga skillnaden var en ny kylargrill som var integrerad med motorhuven. Interiören var också omdesignad.
Opel Omega slutade tillverkas 2003 och fick ingen omedelbar ersättare. Opel Vectra hade då nyligen kommit i en ny generation som var större än den tidigare och kunde erbjuda lika bra utrymmen som I Omega. Den Vectra-baserade Signum ersatte Omega som Opels lyxigaste bil. 2009 kom Opel Insignia, egentligen ersättare till Opel Vectra men i storlek med Omega. Både Vectra, Signum och Insignia är framhjulsdrivna, och Omega var därför den sista Opeln med bakhjulsdrift – cirka 25 år efter att den första framhjulsdrivna Opeln presenterats (Opel Kadett D).